# Tiberias
Tiberias (altgriechisch Τιβεριάς, hebräisch טְבֶרְיָה Ṭverjah ['tvɛrja], arabisch طبرية, DMG Ṭabariyya, auch طبريا, DMG Ṭabariyā; teilweise auch Tiberius) ist eine Stadt in Galiläa im Staat Israel (Nordbezirk) am Westufer des Sees Genezareth, der nach der Stadt auch „See von Tiberias“ genannt wird. Tiberias ist eine der vier Heiligen Städte im Judentum, zusammen mit Jerusalem, Hebron und Safed.
Tiberias ist mit 44.234 (Stand 2018) Einwohnern die größte Stadt im Jordantal.

## Geschichte

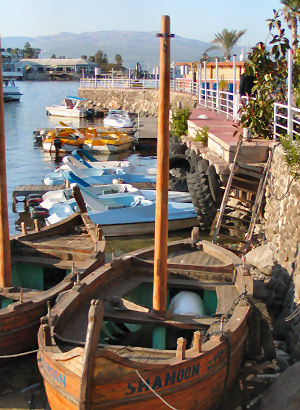
Tiberias am See Genezareth. Blick auf die Promenade am Hafen 2004

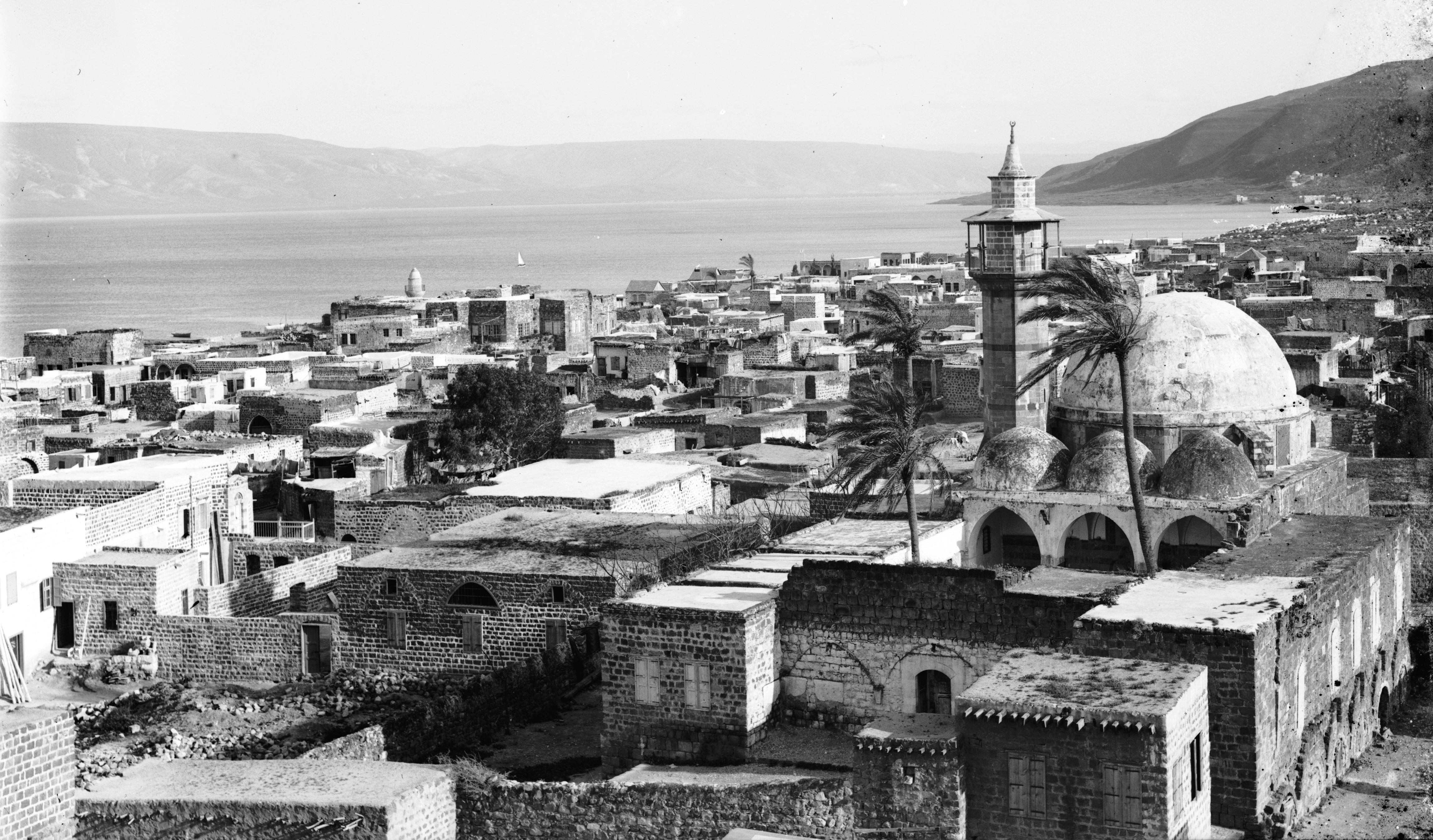
Tiberias 1898

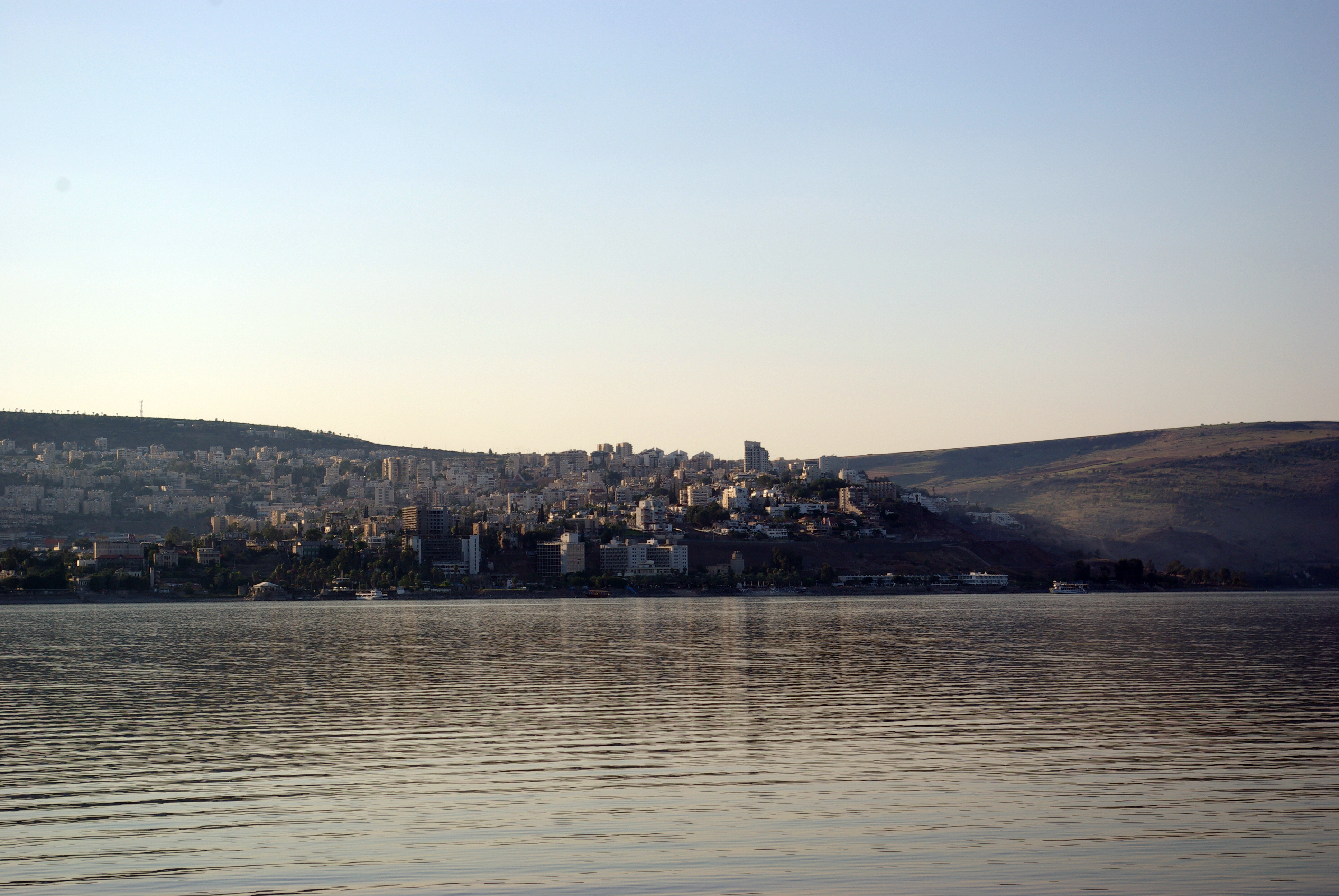
Vom See aus gesehen

Die Stadt wurde von Herodes Antipas ab dem Jahr 17 erbaut und löste Sepphoris als Hauptstadt der Tetrarchie Galiläa und Peräa im Jahr 19 ab. Das Gründungsdatum geht aus datierten Münzen hervor, welche die Aufschrift Tiberias tragen. Den Namen wählte Herodes zu Ehren des römischen Kaisers Tiberius. Die Stadt wurde im römisch-griechischen Stil mit Palästen und typisch römischen Bauten wie Forum, Theater und Rennbahn erbaut. Dabei wurde der jüdische Friedhof des Nachbarorts Chammat (biblisch erwähnt in Jos 19,35 ) überbaut, weswegen die Stadt von gläubigen Juden zunächst als „unrein“ gemieden wurde; bald darauf wurde dort eine Synagoge errichtet. Nach urchristlichen Quellen wurde Johannes der Täufer vor dem Jahr 30 in Tiberias hingerichtet.
Nach der Zerstörung Jerusalems im Jahr 70 wurde Tiberias bald das geistige und religiöse Zentrum der Juden. Ende des 2. Jahrhunderts erklärte Schimon ben Jochai die Stadt für „rein“, und mit Anfang des 3. Jahrhunderts nahm Tiberias mit dem Sitz des Sanhedrin und einer berühmten Jeschiva einen weiteren Aufschwung. Hier wurde gegen 210 die Mischna fertiggestellt, bis um 400 entstand die Gemara und bis ca. 450 wurde hier der Palästinische Talmud vollendet sowie der masoretische Text des Alten Testaments festgelegt.
Zu Beginn der islamischen Eroberung der Levante nahmen muslimische Araber die Stadt im Jahr 637 ein. Doch auch weiterhin wohnten Juden am Ort. Im Jahre 1099 eroberten die Kreuzritter die Stadt, die sie, nach der Befestigung durch eine Stadtmauer, als Stützpunkt nutzten. Tiberias bildete das Zentrum des Fürstentums Galiläa innerhalb des Königreichs Jerusalem. Am 2. Juli 1187 wurde die Stadt nach kurzer Belagerung von Sultan Saladin erobert, allein die Zitadelle von Tiberias leistete noch Widerstand. Am 4. Juli 1187 wurde das vereinte Heer der Kreuzritter, das Tiberias zu entsetzen versuchte, in der Schlacht beim nahegelegenen Hattin vernichtend geschlagen, so dass die Stadt erneut an die Muslime fiel. Der jüdische Gelehrte Maimonides, der 1204 in Kairo starb, wurde entsprechend seinem Wunsch in Tiberias bestattet. 1240 wurde die Stadt auf diplomatischen Druck des Kreuzzugs Theobalds IV. von Champagne vom Sultan as-Salih Ismail von Damaskus an die Christen abgetreten, der sich im Gegenzug ein Bündnis mit den Kreuzfahrern gegen Sultan as-Salih Ayyub von Ägypten erhoffte. Choresmische Söldner des Sultans von Ägypten plünderten Tiberias 1244. 1247 zerstörte ein ägyptisches Heer unter dem späteren Mamluken-Sultan Baibars die Stadt, die erst unter osmanischer Herrschaft (seit 1517) wieder besiedelt wurde.
Im Jahre 1561 erhielt Joseph Nasi, Herzog von Naxos, ein aus Portugal vor der Inquisition geflüchteter sephardischer Jude, vom Sultan Süleyman I. Tiberias und sieben kleinere Orte in dessen Umgebung. Durch einen Ferman des Sultan unterstützt und mit dem Geld seiner Tante Dona Gracia Nasi stellte er die Stadtmauern wieder her. Tiberias gehörte zum Sandschak Safed, das dem osmanischen Eyâlet asch-Scham mit Sitz in Damaskus unterstand.
Die heutige am See gelegene Altstadt wurde um 1738 unter der Herrschaft von Dhaher al-Omar errichtet, und die heute noch teilweise erhaltene Stadtmauer auf den Resten der alten Stadtmauern aus der Kreuzfahrerzeit erbaut. Im Jahre 1768 schlug die Hohe Pforte das Sandschak Safad dem Sandschak Akkon zu,:36 das zum Eyâlet Sidon gehörte. Bei einem Erdbeben im Jahre 1837 wurde die Stadtmauer zerstört und nur teilweise wieder aufgebaut.
Mitte des 19. Jahrhunderts nahm die Bedeutung als jüdische Siedlung wegen der verstärkten jüdischen Einwanderung (Alija) wieder zu. Nach einem kurzen Wechsel unter die Kontrolle des Wālī von Damaskus (Vilâyet Syrien, 1864–1888), kam das Sandschak Akkon ans osmanisch-libanesische Vilâyet Beirut. Erleichtert wurde der Zuzug nach Tiberias durch die Fertigstellung der Jesreʾeltalbahn 1904. Von deren Bahnhof Sammach am See Genezareth verkehrte regelmäßig ein Anschlussdampfschiff nach Tiberias. Zu Beginn des 20. Jahrhunderts wurden die ersten Wohnviertel außerhalb der Stadtmauer angelegt.
Der osmanische Versuch im Ersten Weltkrieg auf Seiten der Mittelmächte, den Suezkanal zu blockieren, um so die Verbindungen zwischen den Teilen des Britischen Imperiums auf weite Umwege zu zwingen und im Falle eines Sieges das bis 1882 osmanische Chedivat Ägypten dem britischen Einfluss wieder zu entreißen, endete schließlich mit der Niederlage und Auflösung des Osmanischen Reiches. Den Sinaifeldzug trieben siegreiche Gegenvorstöße der Egyptian Expeditionary Force (EEF) der Triple Entente vom ägyptischen Sinai immer weiter nordostwärts über die osmanische Grenze ins Heilige Land, weshalb die Militärberichte von Palästinafront sprechen. Während osmanische Armee, deutsches Asienkorps und Österreich-Ungarns Truppen in Palästina der Mittelmächte sich auch per Bahn nordostwärts zurückzogen, das deutsche Hauptquartier verließ Nazareth am 20. September 1918 fluchtartig auf dem Landweg via Tiberias, rückten am 25. des Monats Entente-Streitkräfte in Tiberias ein. In der Folge kam Tiberias mit ganzen libanesischen Sandschak Akkon ans neu geschaffene britische Völkerbundsmandat für Palästina.
Das Department of Agriculture & Forests des britischen Government of Palestine begann 1927, die Steilhänge unter dem Grat Reches Porijja (רֵכֶס פּוֹרִיָּה) über der Stadt mit Setzlingen aufzuforsten. Kräftige Niederschläge lösten 1934 dramatische Erdrutsche und eine Überschwemmung aus, die die Steilhänge 400 Meter hinab bis in die Altstadt spülte und 25 Menschen in Tiberias das Leben kostete. Als Folge wurden die Stadtmauern zum See geöffnet, um einen Ablauf einer eventuellen erneuten Regenflut in den See zu ermöglichen. Neue Wohngebiete wurden vermehrt in höheren Lagen angelegt. Auch die Forstabteilung der Regierung reagierte und verdichtete die Pflanzungen im jüngst angesetzten Wald mit schnell wachsenden Hölzern, um diesen so schnell als denkbar zu einem Schutzwald zu entwickeln.
Im Jahre 1940 hatte die Stadt 12.000 Einwohner, je zur Hälfte Araber und Juden. Im Krieg um Israels Unabhängigkeit 1948 flohen die Araber aus der Stadt bzw. wurden aus ihr vertrieben, die Altstadt wurde im Krieg abermals zerstört und danach größtenteils wieder aufgebaut. In der Zeit nach der Staatsgründung hatte Tiberias den Status einer Entwicklungsstadt.
Seit Jahren finden archäologische Ausgrabungen statt. Das antike Theater soll in der Zukunft wieder für das Publikum geöffnet werden.
|                       | Jan  | Feb  | Mär  | Apr  | Mai  | Jun  | Jul  | Aug  | Sep  | Okt  | Nov  | Dez  |   |       |
| Mittl. Tagesmax. (°C) | 17,2 | 18,5 | 21,9 | 27,1 | 31,5 | 34,6 | 36,1 | 36,3 | 34,6 | 30,4 | 24,0 | 18,8 | ⌀ | 27,6  |
| Mittl. Tagesmin. (°C) | 8,1  | 8,3  | 10,1 | 13,1 | 16,5 | 19,8 | 22,4 | 22,7 | 20,9 | 18,1 | 13,5 | 9,8  | ⌀ | 15,3  |
|                       |      |      |      |      |      |      |      |      |      |      |      |      |   |       |
| Niederschlag (mm)     | 93,3 | 69,4 | 55,6 | 29,7 | 5,2  | 0    | 0,0  | 0,0  | 0,6  | 16,7 | 49,6 | 86,8 | Σ | 406,9 |
|                       |      |      |      |      |      |      |      |      |      |      |      |      |   |       |
| Regentage (d)         | 13,7 | 11,8 | 9,7  | 5,1  | 1,9  | 0,1  | 0,0  | 0,0  | 0,3  | 3,7  | 6,7  | 12,2 | Σ | 65,2  |

| 8,1 |

| 8,3 |

| 10,1 |

| 13,1 |

| 16,5 |

| 19,8 |

| 22,4 |

| 22,7 |

| 20,9 |

| 18,1 |

| 13,5 |

| 9,8 |

| 8,1 |

| 8,3 |

| 10,1 |

| 13,1 |

| 16,5 |

| 19,8 |

| 22,4 |

| 22,7 |

| 20,9 |

| 18,1 |

| 13,5 |

| 9,8 |

## Geographie
Tiberias liegt im Jordantal und erstreckt sich am Westufer des Sees Genezareth, der 212 m unter dem Meeresniveau liegt, bis zu einer Höhe von 457 m über dem Wasserspiegel des Sees (245 m über Meeresniveau). Im Süden der Stadt erstreckt sich der Wald Jaʿar Schweiz.

## Wirtschaft
Tiberias ist das Zentrum des landwirtschaftlich intensiv genutzten Umlandes. Hier werden Gemüse und Obst, hauptsächlich Bananen, Datteln und Trauben angebaut. Aufgrund des milden Winterklimas kann auch Frühgemüse für den Export angebaut werden.
Die Stadt ist außerdem ein bedeutender Touristenort. Das liegt einerseits am milden Klima und an den schwefel- und radonhaltigen Thermalquellen, andererseits an den vielen christlichen und jüdischen Stätten im Bereich des See Genezareth. Christen besuchen vor allem Tabgha, den Berg der Seligpreisungen, Kafarnaum und die christliche Taufstelle Jardenit, Ziele der Juden sind vor allem die Gräber der jüdischen Erzmütter, aber auch die Gräber der bekannten Rabbinen Maimonides, Jochanan ben Sakkai und Akiba, der nach dem jüdischen Bar-Kochba-Aufstand gegen die Römer hingerichtet worden war, sowie das Grab seines Schülers Rabbi Meir. Das im Jahr 1990 entdeckte antike Theater stammt nach Erkenntnissen aus dem Jahr 2010 nicht wie ursprünglich angenommen aus dem 2. oder 3. nachchristlichen Jahrhundert, sondern wurde bereits kurz nach der Stadtgründung erbaut.

## Persönlichkeiten

### Söhne und Töchter
Diese Aufstellung enthält eine Übersicht im heutigen Tiberias geborener Persönlichkeiten. Ob die Personen ihren späteren Wirkungskreis in Tiberias hatten oder nicht, ist dabei unerheblich. Viele sind nach ihrer Geburt weggezogen und andernorts bekannt geworden. Die Liste erhebt keinen Anspruch auf Vollständigkeit.
- Michael Gross (1920–2004), Designer, Bildhauer und Konzeptkünstler
- Menahem Golan (1929–2014), israelischer Regisseur, Filmproduzent und Drehbuchautor
- Jacob Ziv (1931–2023), israelischer Elektroingenieur
- Yoram Globus (* 1941), israelischer Filmproduzent
- Yossi Abolafia (* 1944), Autor und Illustrator
- Jamie Heaslip (* 1983), irischer Rugbyspieler
- Ahmed Awad (* 1992), schwedisch-palästinensischer Fußballspieler

### Personen mit Beziehung zur Stadt

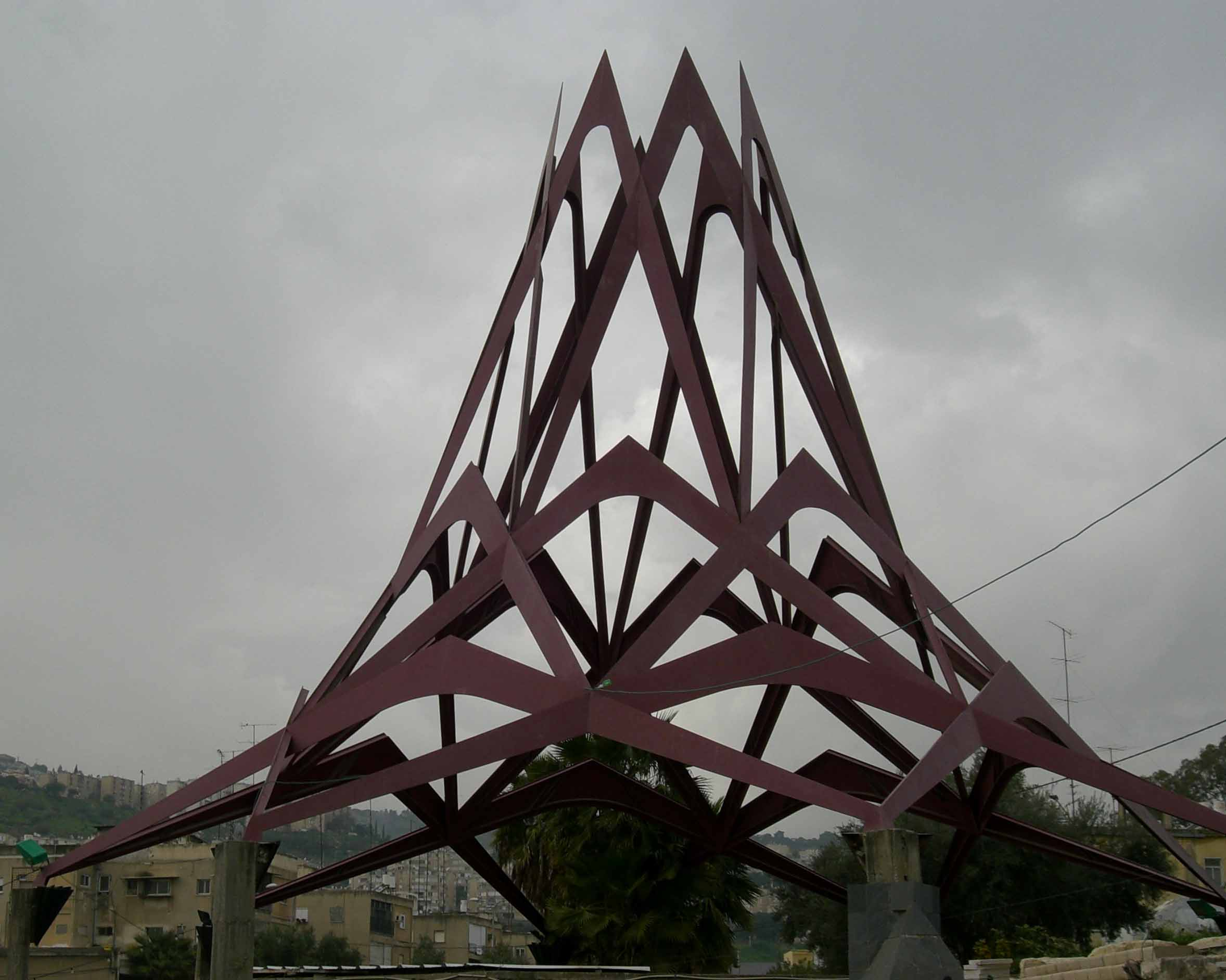
Maimonides’ Grab in Tiberias

- Moses Maimonides (zwischen 1135 und 1138–1204), jüdischer Philosoph, Rechtsgelehrter und Arzt, bedeutender Gelehrter des Mittelalters, gilt als einer der bedeutendsten jüdischen Gelehrten überhaupt, wurde seinem Wunsch entsprechend in Tiberias bestattet
- Waleri Nikolajewski (* 1939), russischer Schriftsteller und Poet, zog 1991 für einige Jahre nach Tiberias

## Städtepartnerschaften
- Montecatini, Italien (1979)
- Montpellier, Frankreich (1983)
- Worms, Deutschland (1986)
- Tulsa, Vereinigte Staaten (1990)
- Milwaukee, Vereinigte Staaten (2000)
- Great Neck, Vereinigte Staaten (2002)
- Saint-Raphaël, Frankreich (2006)
- Wuxi, Volksrepublik China (2006)